# سلع استهلاكية سريعة التداول

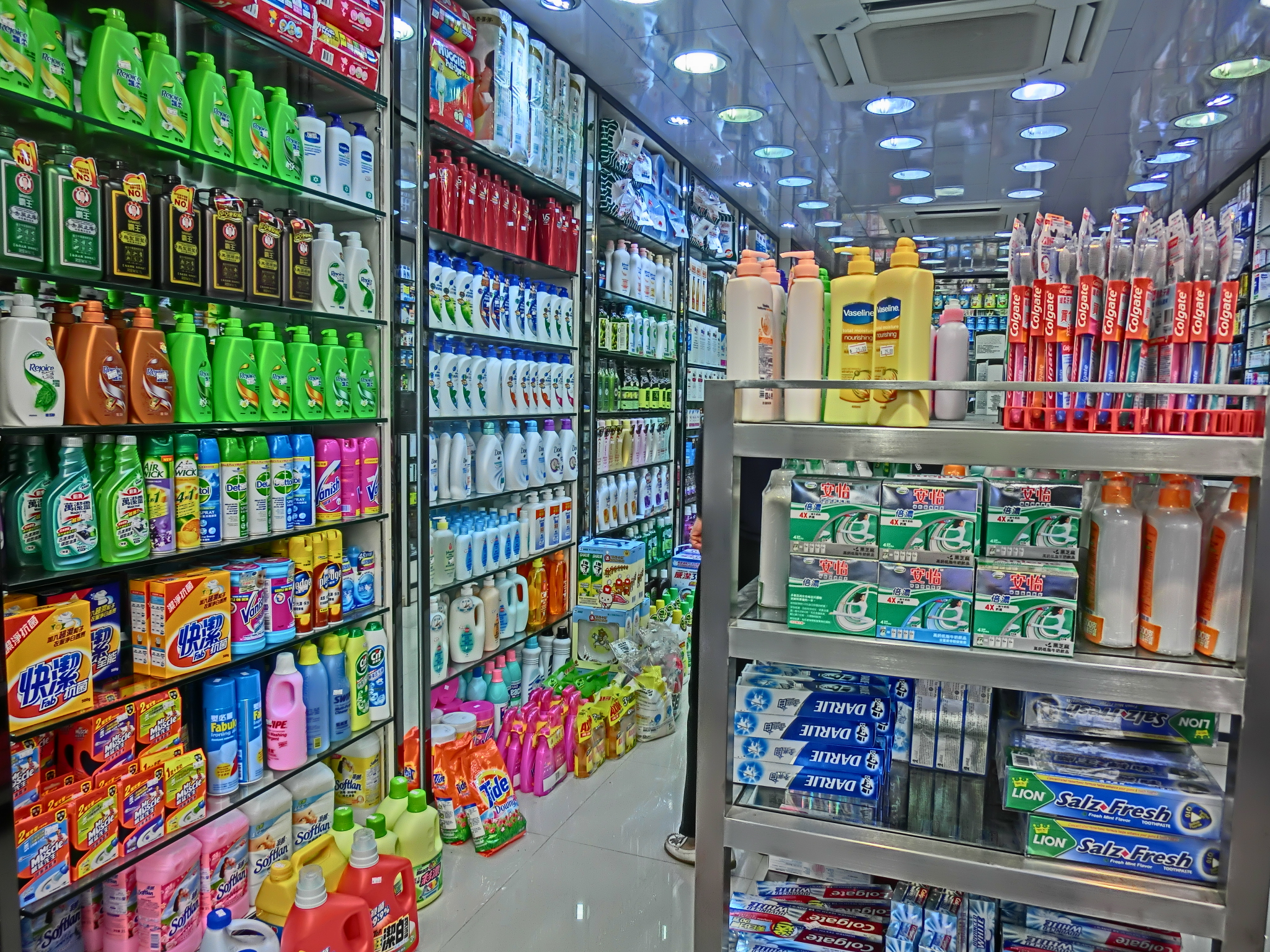

السلع الاستهلاكية سريعة التداول ( بالإنجليزية: FMCG ) هي مُنتجات تُباع بسرعة وبِتكاليف مُنخفضة كالمشروبات والعصائر و البقالة .. إلخ ويكون
هامش الربح في هذه المنتجات صغيراً لكن مع بيع الكميات الكبيرة فَتصبح المحصلة الإجمالية للأرباح كبيرة.
وقد تشمل هذه السلع بعض المنتجات الالكترونية مثل الجوالات والكاميرات الرقمية ومستلزمات الحاسب الآلي

## أهم صفات السلع الاستهلاكية سريعة الحركة

### بالنسبة للمستهلك ( العميل )
.كثرة الشراء
.قليلة السعر
.فترة الصلاحية قصيرة نسبيا
.معدل استهلاكها يومي

### بالنسبة للأسواق
.ذات قيمة عالية
.هامش ربحي قليل
.توزيع على مستوى واسع
.دوران تخزيني عالي وسريع

## وصلات خارجية
- مقالة عن السلع سريعة الاستهلاك